# Кровяной агар
Кровяной агар — обобщённое название питательных сред, содержащих в составе кровь животных. Предназначен для выделения и культивирования прихотливых микроорганизмов, а также их первичной дифференциации по типу гемолиза.

## Состав и приготовление
Кровяной агар готовят путём добавления к расплавленной и охлаждённой до 45-50 °C стерильной плотной питательной среде от 5 до 10 % крови животных. В отличие от шоколадного агара, кровь не подвергают нагреванию с целью лизировать эритроциты, в связи с этим, можно считать кровяной агар первичной средой по отношению к шоколадному агару.
В качестве агаризованной питательной среды при приготовлении кровяного агара могут быть использованы:
- колумбийский агар (Columbia agar),
- агар для бруцелл,
- эритрит-агар,
- агар Гивенталя-Ведьминой (АГВ),
- триптиказо-соевый агар (trypticase soy agar),
- сердечно-мозговой агар (brain heart infusion agar)

и другие.
Наиболее часто для приготовления кровяного агара используют дефибринированную баранью кровь. В зависимости от назначения среды и выделяемых микроорганизмов, могут использовать кровь и других животных, например, лошадиную, крупного рогатого скота (кровь КРС), кроличью, морских свинок. Человеческую (донорскую) кровь не рекомендуют для приготовления кровяного агара из-за того, что она может содержать антитела, подавляющие рост бактерий.

## Гемолиз, вызываемый микроорганизмами на кровяном агаре

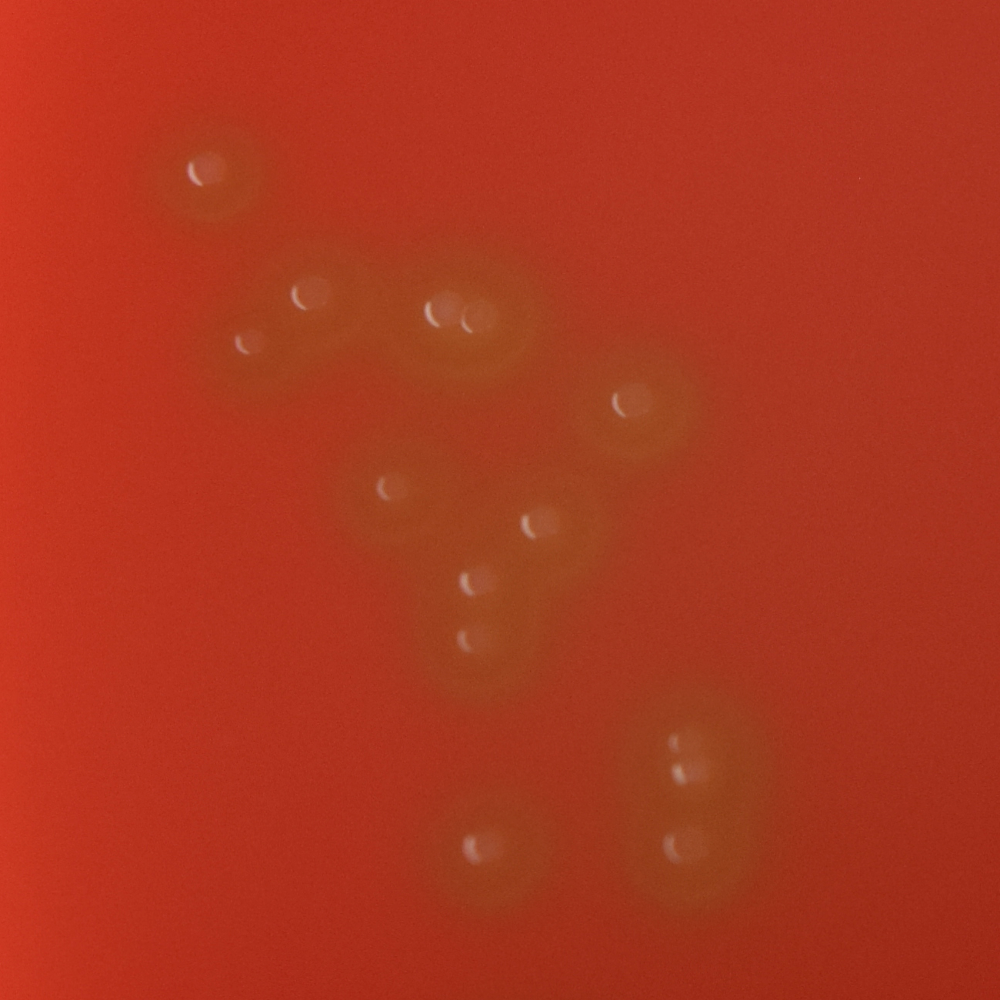
Альфа-гемолиз вокруг колоний Streptococcus pneumoniae на кровяном агаре

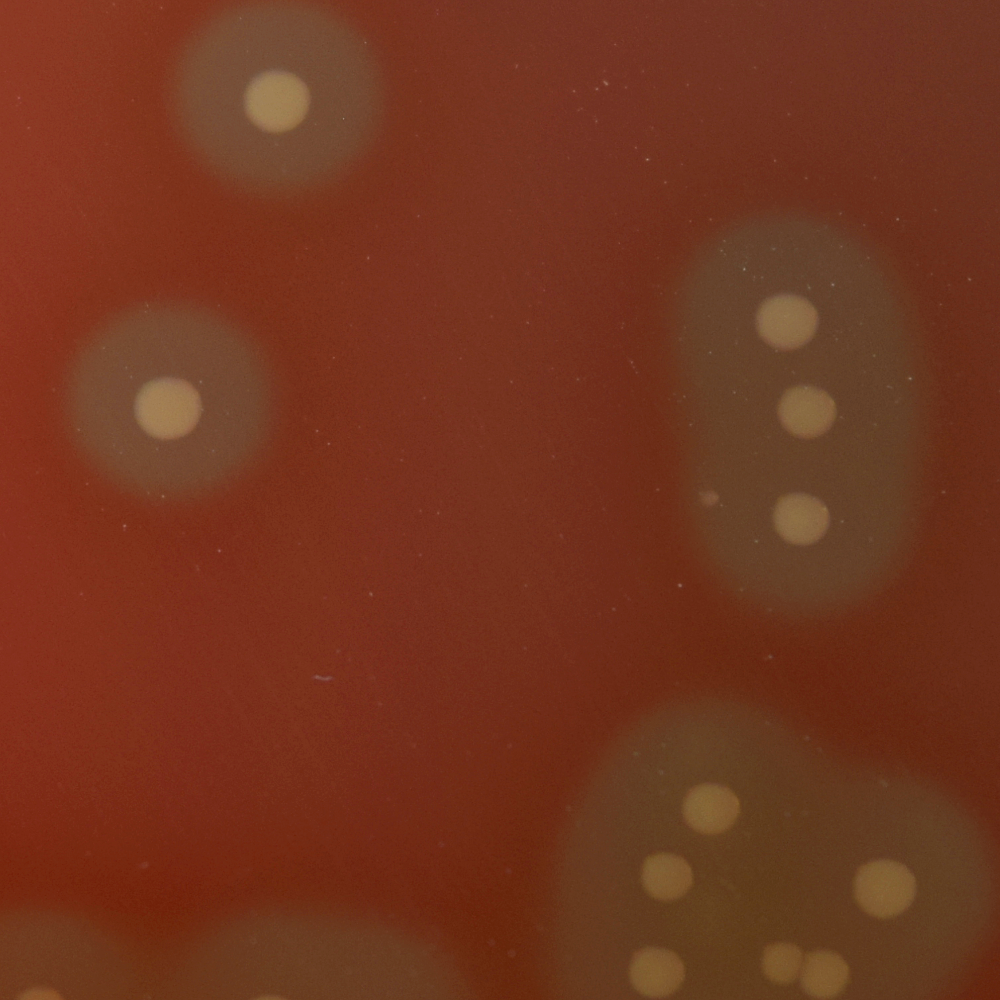
Бета-гемолиз вокруг колоний Streptococcus pyogenes на кровяном агаре

В результате метаболической активности некоторые микроорганизмы выделяют различные экзотоксины (гемолизины), вызывающие лизис крови (гемолиз). Особенностью кровяного агара является возможность наблюдать гемолитическую активность микроорганизмов и дифференцировать их по типу гемолиза. Гемолиз разделяют на три типа:
- α-гемолиз (альфа-гемолиз) — происходит частичное разрушение эритроцитов с сохранением клеточной стромы, в ходе этого типа гемолиза гемоглобин превращается в метгемоглобин, за счёт чего питательная среда в зоне роста бактерий приобретает зеленоватый оттенок. Наиболее часто α-гемолиз вызывают зеленящие стрептококки.
- β-гемолиз (бета-гемолиз) — полный лизис эритроцитов, при котором в зоне роста микроорганизма питательная среда обесцвечивается. Такой тип гемолиза характерен для стафилококков, бета-гемолизирующих стрептококков, листерий, клостридий и некоторых других микроорганизмов.
- γ-гемолиз (гамма-гемолиз) — отсутствие гемолиза, цвет кровяного агара в зоне роста микроорганизма остаётся неизменным[4].

У некоторых микроорганизмов тип гемолиза может изменяться под воздействием условий окружающей среды. Например, пневмококк при культивировании в присутствии кислорода образует на кровяном агаре зоны α-гемолиза, однако под воздействием некоторых антибиотиков или при культивировании в анаэробных условиях происходит β-гемолиз. Clostridium perfringens и некоторые другие микроорганизмы могут образовывать двойные зоны гемолиза.

## Применение
Кровяной агар является одной из питательных сред, которая в обязательном порядке применяется при диагностических исследованиях клинического материала.
Кровяной агар, приготовленный на основе агара Мюллера-Хинтон с добавлением 5 % дефибринированной лошадиной крови и 20 мг/л НАД, применяют для определения чувствительности к антибактериальным препаратам бактерий со сложными питательными потребностями, например, стрептококков групп A, B, C и G, Streptococcus pneumoniae, Haemophilus influenzae, Moraxella catarrhalis и др.